# Királyharkály
A királyharkály vagy elefántcsontcsőrű harkály (Campephilus principalis) a madarak (Aves) osztályának harkályalakúak (Piciformes) rendjébe, ezen belül a harkályfélék (Picidae) családjába tartozó faj.

## Előfordulása
Az Amerikai Egyesült Államok területén  a Mississippi alsó folyásánál és Floridában honos. A fajt 1944 óta kihaltnak vélték. 2006-ban 100 000, majd 50 000 dolláros jutalmat tűztek ki annak, aki hitelesen bizonyítani tudja, hogy még létezik. Egy kutatócsoportnak 2007-ben állítólag sikerült lefilmeznie a fajt, de a film több szakértő szerint egy másik fajt, a kontyos feketeharkályt (Dryocopus pileatus) ábrázol. Tehát az intenzív kutatások ellenére ma sincs a királyharkály fennmaradására utaló egyértelmű bizonyíték.

## Alfajai
- kubai harkály (Campephilus principalis bairdii) (Cassin, 1863) – kubai alfaj – kihalt
- Campephilus principalis principalis

## Megjelenése
Testhossza 48–53 centiméter, szárnyfesztávolsága 75–80 centiméter, farka 19 centiméter, testtömege pedig 570 gramm körüli. Színe fényes fekete, az orrlyukakat fedő néhány tollacska, egy-egy, a pofák középen kezdődő, fokozatosan szélesedően a nyakon és a vállon végig lehúzódó sáv, valamint a leghátsó néhány elsőrendű, meg a többi evezőtoll fehérek. Halántéka, kontya és nyakszirtje vérpiros. Szeme sárga, csőre szarufehér, lába sötét ólomszürke. A tojónak a kontya nem piros, hanem fekete.